# Víctor Prado
Víctor Roberto Prado Saldarriaga (Lima, Perú, 24 de abril de 1959) es abogado y magistrado peruano. Fue presidente de la Corte Suprema y del Poder Judicial, desde el 25 de julio de 2018 hasta el 2 de enero de 2019.

## Biografía
Es abogado por la Universidad Nacional Mayor de San Marcos y doctor en Derecho por la Universidad de Valencia, España. Se especializó en Derecho Penal y Política Criminal en el Instituto Max Planck de Alemania. También realizó cursos internacionales sobre políticas de control y prevención del tráfico ilícito de drogas, lavado de dinero y crimen organizado en diversos países europeos y americanos.
Ha ejercido la docencia en la Universidad Nacional Mayor de San Marcos, en la Pontificia Universidad Católica del Perú, en la Universidad de San Martín de Porres y en la Academia de la Magistratura. Trabajó también como consultor y experto de la ONU, la OEA y la Comunidad Andina de Naciones (CAN) en temas de prevención y control de tráfico ilícito de drogas, lavado de activos, criminalidad organizada y cooperación judicial internacional en materia penal.
En 2007 llegó a la Corte Suprema como magistrado titular, y pasó a integrar la Sala Penal Especial que juzgó al expresidente Alberto Fujimori por los delitos de homicidio calificado (casos La Cantuta y Barrios Altos), siendo el autor de su condena por autoría mediata, que marcó un hito en la historia jurídica del Perú. En 2014 postuló a la presidencia de la Corte Suprema, que perdió ante Víctor Ticona Postigo.
El 25 de julio de 2018 fue elegido presidente de la Corte Suprema, tras la renuncia de Duberlí Rodríguez, a raíz del escándalo desatado por la revelación de las escuchas telefónicas a los jueces y consejeros de la magistratura, denominado CNM Audios.

## Publicaciones
Es autor de numerosos libros y artículos de Derecho Penal y Política Criminal; sus últimas publicaciones son las siguientes:
- Criminalidad organizada (2006)
- Lavado de activos y financiación del terrorismo (2007)
- Nuevo proceso penal: reforma y política criminal (2009)
- Determinación judicial de la pena y acuerdos plenarios (2010)
- Código Penal: 20 años después (2011)
- Criminalidad organizada y lavado de activos (2013)
- Determinación judicial de la pena (2015)
- Criminalidad Organizada Parte Especial (2016)
- Consecuencias jurídicas del delito: giro punitivo y nuevo marco legal (2016)